# Dionysia wendelboi
Dionysia wendelboi är en viveväxtart som beskrevs av Dieter Podlech. Dionysia wendelboi ingår i dionysosvivesläktet som ingår i familjen viveväxter. Inga underarter finns listade i Catalogue of Life.